# Ruta de Illinois 6
La Ruta de Illinois 6, y abreviada IL 6 (en inglés: Illinois Route 6) es una carretera estatal estadounidense ubicada en el estado de Illinois. La carretera inicia en el sur desde la I 74  , I 474   en Peoria hacia el norte en la IL 29     en Mossville. La carretera tiene una longitud de 16,3 km (10.11 mi).

## Mantenimiento
Al igual que las autopistas interestatales, y las rutas federales y el resto de carreteras estatales, la Ruta de Illinois 6 es administrada y mantenida por el Departamento de Transporte de Illinois por sus siglas en inglés IDOT.